# 活佛济公3
《活佛济公3》 是2012年上映于中国大陆的由陈浩民主演济公的电视剧。台灣OTT由LiTV 線上影視全劇上架。

## 播放平台
| 頻道               | 所在地 | 播映日期       | 播出時間 | 備註 |
| 山东齐鲁频道       | 中国   | 2012年7月18日  |          |      |
| 江苏卫视           | 中国   | 2012年7月25日  |          |      |
| 深圳卫视           | 中国   | 2012年7月31日  |          |      |
| 台視主頻、台視HD台 | 臺灣   | 2013年11月19日 |          |      |
| 新传媒8频道        | 新加坡 | 2013年11月28日 |          |      |

## 剧情
大型神话古装剧《活佛济公》在前两部取得高收视后，原班人马开始拍摄第三部。杨雪、陈紫函都将回归，并继续出演白灵、胭脂，另特邀范文芳出演单元女主角。剧本根据清郭小亭著《济公全传》及民间故事改编。
灵隐寺僧人道济济世救人、化解人间疾苦，处处弘扬佛法，惩恶扬善、尽管人间不平事，深得老百姓爱戴，被世人誉为：济公活佛。
《活佛济公》 第三部的主要故事仍然围绕着济公带领广亮、赵斌等人为老百姓排忧解难、点化世人展开，穿插降龙尊者降魔除妖的神话故事，以及济公活佛与地痞恶霸斗智斗勇的生动故事，将更多宣扬真善美、鞭挞假恶丑的故事，以寓教于乐的方式呈献给观众。
全剧共分“天蚕变”、“天鹅梦”、“红花告御状”、“人狐恋”、“木偶奇谭”、“饿狼传说”、“朱罗记”、“胭脂情—龙虎山大战”等8个单元故事展开。
《天蚕变》天蚕魔君为修炼天蚕魔功，残害无辜百姓，济公带领广亮等人上山阻止天蚕魔君。乾坤洞主蛊惑天蚕精，雪柔，去取济公性命，雪柔看见济公却爱恨交织，原来济公竟与雪柔的恋人，闫涛，长得一模一样，只是闫涛背叛了两人的爱情，失踪多时。济公算出闫涛是被雪柔的姐姐，雪艳，杀害，并施法令雪柔听到闫涛真心爱她的言语，雪柔顿悟自己被天蚕魔君利用，与济公联手破解天蚕魔功。
《天鹅梦》庄家小姐，庄红杏，脾气火爆、奇丑无比，且得理不饶人，一心想要找个白马王子，更想丑小鸭变天鹅。红杏知道济公法力高深，哀求济公帮忙将自己变成美女。红杏虽如愿变美，但却无法言语，又阴差阳错嫁给毕潘安，引发一场悲喜剧，终于知道万事不得强求。另一方面，采药女，仇天鹅，在小时为救红杏，跌下山崖，脸上被鱼精咬了一口。幸好被江中龙王六子赑屃，敖子龙，所救。天鹅感恩，不顾风雨，十几年来都为灵隐寺前的赑屃像献花。赑屃感动，化为人，并以敖子龙这个身份与其相见。天鹅爱上他，却因为被鱼精咬伤的疤而自卑。后子龙因种种原因不得不为她拔下自己身上的两片护心龙鳞救她，损伤了一千年的道行。天鹅恢复美貌。三片护心龙鳞只剩一片，却因为天鹅的自私，被乾坤洞主所抢。为救子龙，两条鱼精舍命并且在济公的帮助下，终得一龙鳞救了他一命。天鹅也醒悟，明白了是自己的自私断送了自己的幸福。子龙明白大爱，回龙宫疗伤修炼。天鹅继续采药救人，盼望着子龙的再次出现。
《红花告御状》婢女林红花，陪主人林秀云远赴灵隐寺求药，秀云与武天良（贾明）一见钟情，并私定终身，天良以花言巧语骗秀云会至苏州提亲。数月后秀云怀孕，红花带着秀云去找天良，却发现天良竟然是忠义侯的儿子。天良和旧时邻居，一直喜欢秀云的杜贤的姐姐杜英成婚。杜英善妒，想害秀云。下人方必成怕天良责骂，改买堕胎药让秀云喝下。秀云小产。杜英见秀云未死便在饭菜中下毒欲毒死秀云，却阴错阳差被秀云父母吃下，杜英嫁祸给秀云。天良知道后要告杜英却在杜英的分析下放弃救秀云。并且在她的指使下打死秀云。后秀云被济公搭救，免于一死。红花求助济公帮助，济公却言斗不过忠义侯的势力，建议红花告御状，为主伸冤。经历重重磨难，红花成功，天良也在济公的计策之下招了。秀云冤情大白，和痴心的杜贤终成眷属。
《人狐恋》济公带领赵斌、白雪从“封魔洞”中救出白灵，想要通过白灵的真心，唤回被乾坤洞主附身的陈亮。白灵成功救出陈亮，陈亮却被洞主打成重伤，白灵为救陈亮震碎了自己的内丹，却面临化为原形的痛苦。陈亮在济公的指示下寻找天阶，历经一番磨难，陈亮的痴心与真情终感动上苍，观音菩萨助白灵变成凡人，与陈亮生死相依。
《木偶奇谭》木偶戏艺人，欧青山，有一家传木偶，为千年水沉木雕刻而成，乾坤洞主为得此木偶，派出众弟子设计杀害欧青山，并嫁祸给必清。青山魂魄附身于木偶中，并求济公帮助，济公施法助青山向御史大人申诉冤情，青山说出真正的凶手竟然是自己的徒弟左善。
《饿狼传说》宋家小姐，宋婉仪，爱上了半人半兽的阿狼（洪天恩），婉仪的父亲，宋克，恼羞成怒，因为阿狼正是与婉仪定下娃娃亲的洪天恩，而且如今的阿狼不会说话，言行举止又像一个野人，根本不配与婉仪在一起，不像当初他与洪家定下娃娃亲的时候。宋克劝阻婉仪离开阿狼未果，竟想将阿狼赶出宋家，济公及时出现救下阿狼，并告知阿狼与婉仪是前世注定的姻缘。大鹏利用阿狼修炼移魂大法，济公开释婉仪帮助阿狼不受大鹏的控制，改邪归正，最后宋克同意两个人走到了一起。
《朱罗记》朱家与罗家因为各自经营米店而成为世仇，朱家小姐朱丽月却与罗家少爷罗蜜藕相爱了，双方父母想法设法阻止两人在一起，朱父更是为女儿定下亲事。丽月与蜜藕求助活佛济公成全两人的爱情，济公设计了一出“假死计划”，不但令两家化解冤仇，更使丽月与蜜藕有情人终成眷属。
《胭脂情—龙虎山大战》济公发现胭脂尚在人间，却失去记忆，并与李家公子定下婚约。成亲当晚，济公竟在众目睽睽之下抢走新娘。大鹏设法令胭脂恢复记忆，并从鬼面蜘蛛处夺来“漫天情网”，想要扰乱济公修炼。深爱济公的胭脂深明大义，支持济公为天下苍生除危解难，并助济公打退大鹏，重返仙界修行。

## 演员表

### 主要演员
| 演员                          | 角色   | 备注 |
| 陈浩民                        | 济公   | 道濟＆修緣 俗名李修缘；前世為降龙罗汉；广亮之师弟；必清之师叔；赵斌，陈亮之师父；喜欢胭脂；闫涛之同脸人。絕招為羅漢翻天印，以只修心不修口、酒肉穿腸過聞名於天下的聖僧，精通基本醫術，一顆伸腿瞪眼丸可治百病，口頭禪:「別聖僧聖僧的叫，我壓力很大的。」「伸腿瞪眼丸，只融你口，不融你手。」 |
| 林子聪                        | 广亮   | 廣亮 前世為胖仙童；道济之师兄；必清之师叔；赵斌，陈亮之师伯；灵隐寺的监寺。心善好吃，方向感不太好，喜歡捉弄必清與濟公。但關鍵時刻也會幫助濟公。 |
| 叶祖新                        | 必清   | 必清 俗名秦英俊；前世為瘦仙童；广亮，道济之师侄。面容秀氣、瘦小、所以經常被廣亮捉弄，平常也常愛與他一起捉弄濟公取樂，但關鍵時刻仍會幫助濟公。 |
| 杨雪                          | 白灵   | 白靈 千年雪狐，后来蜕变成人；乾坤洞主之前门徒；白雪之师姐；陈亮之恋人，妻子。 |
| 陈紫函                        | 胭脂   | 胭脂 道济在出家之前的妻子；后来成为仙子；喜欢道济。 |
| 林江国                        | 赵斌   | 趙斌 前世为灵禅子，道济之师徒；陈亮之同门师兄弟与挚友；白雪之恋人。長相帥氣且略為自戀與自大的俠客，絕招為飛空斬，此部中習得修羅指。 |
| 张亮                          | 陈亮   | 陳亮 道济之师徒；赵斌之同门师兄弟与挚友；白灵之恋人。穩重大氣，但一碰到白靈的事情就不淡定，本部前期被乾坤洞主附身，後來被白靈救出，法寶為幻影劍。 |
| 馨子                          | 白雪   | 白雪 白兔子精；乾坤洞主之前门徒；白灵，绿姬和章小蕙之师妹；赵斌之恋人。古靈精怪的女孩，被趙斌暱稱為胡蘿蔔。口頭禪:妖妳妹啊！妳妹才是妖怪吧 |
| 张宝雯                        | 绿姬   | 綠姬 蜥蜴精；乾坤洞主之门徒；章小蕙，萧风和追云之师姐；白雪之前师姐；喜欢赵斌；最后被乾坤洞主杀害。 |
| 刘芷汐                        | 章小蕙 | 章小薏 章鱼精；乾坤洞主之门徒；绿姬之师妹；白雪之前师姐；最后被绿姬杀害。 |
| 娄亚江                        | 大鹏   | 大鵬 大鹏雕；乾坤洞主之师弟；绿姬，章小蕙之师叔；白灵，白雪之前师叔；最后逃走。 |
| 丁汇宇                        | 萧风   | 蕭風 蝙蝠妖；乾坤洞主之门徒；喜欢白雪；白雪之前师兄；最后被白雪杀害。 |
| 王缨灏                        | 追云   | 追云 蝙蝠妖；乾坤洞主之门徒；绿姬之师妹；白雪之前师姐；喜欢萧风；最后被白雪杀害。 |
| 张懋炯 （页面存档备份，存于） | 元空   | 住持 灵隐寺的主持。 |

## 單元列表

### 單元一：天蚕变
1-12
| 演员   | 角色     | 备注 |
| 范文芳 | 雪柔     | 雪柔 天蚕精；雪艳之妹妹；闫涛之恋人；善良温柔，善解人意，美丽典雅；修炼天蚕变；最终等待了二十年后，与闫涛再续前缘。 |
| 陈浩民 | 闫涛     | 闫涛 雪柔之恋人；道济之同脸人；被雪艳杀害后投胎转世，二十年后与雪柔再续前缘。                                       |
| 韩晓   | 雪艳     | 雪艷 原型为天蚕；雪柔之姐姐；因杀害闫涛而深感内疚，然而发疯，最后被带到天蚕洞重新修炼。                             |
| 周仲   | 天蚕魔君 | 天蚕魔君 原型为天蚕；乾坤洞主之师弟；喜欢雪柔；性格狡诈；最后被乾坤洞主等人打回原形。                               |

### 單元二：天鹅梦
13-26
| 演员   | 角色   | 备注 |
| 刘亚津 | 毕潘安 | 潘安 毕潘全之兄；庄红杏之夫；最后与庄红杏在一起。                                                                                |
| 何佳怡 | 庄红杏 | 紅杏&天鵝 改名为庄天鹅，最后又改回本名；毕潘安之妻；毕潘全，方红之大嫂；仇天鹅之好友；一开始喜欢敖子龙，最后醒悟与毕潘安在一起。 |
| 洪天明 | 敖子龙 | 子龍 在龙宫被称为赑屃，在人间化名为敖子龙；龙生九子之第六；仇天鹅之恋人；愿意为仇天鹅放弃一切；最后和仇天鹅分开，回龙宫修炼。    |
| 张芷溪 | 仇天鹅 | 天鵝 敖子龙之恋人；庄红杏之好友；最后和敖子龙分开。                                                                              |
| 周云深 | 毕潘全 | 潘全 毕潘安之弟；方红之夫；最后休了方红。                                                                                        |
| 戴子翔 | 叶青   | 叶青 鱼精；喜欢银环；最后为救敖子龙牺牲自己的生命和修行化为半片龙鳞，与银环的半片龙鳞化为一片龙鳞，救活了敖子龙。                |
| 叶可儿 | 银环   | 銀環 鱼精；喜欢敖子龙；最后为救敖子龙牺牲自己的生命和修行化为半片龙鳞，与叶青的半片龙鳞化为一片龙鳞，救活了敖子龙。              |
| 王春妹 | 庄母   | 庄母 庄红杏之母；毕潘安之岳母。                                                                                                  |
| 薛淑杰 | 毕母   | 毕母 毕潘安，毕潘全之母；庄红杏，方红之婆婆；喜欢庄红杏，而且对庄红杏很好，讨厌方红；被方红杀害，后被赵斌所救。                  |
| 郑嫣琦 | 方红   | 方红 毕潘全之妻；妒忌庄红杏，讨厌毕母偏心；最后因杀害毕母而被毕潘全休了，被衙门带走。                                            |
| 刘星铃 | 小红杏 | 紅杏 小时候的庄红杏。 |
| 王嘉卉 | 小天鹅 | 天鹅 小时候的仇天鹅。 |

### 單元三：红花告御状
27-41
| 演员   | 角色     | 备注                                                                                    |
| 毕畅   | 林红花   | 紅花 林秀云之丫鬟；为救主，林秀云，而冒死也要犯跸告御状；最后得皇帝赐婚，找到了好归宿。 |
| 简远信 | 皇帝赵构 | 皇上 大宋皇帝赵构。                                                                     |
| 张咏棋 | 林秀云   | 秀云 杜贤之妻；林红花之主人；最后与杜贤在一起。                                         |
| 张明明 | 武天良   | 天良 武侯之子；杜英之夫；杜贤之姐夫；欺骗林秀云；最后被处斩。                           |
| 李东恒 | 杜贤     | 杜賢 杜英之弟；林秀云之夫；最后与林秀云在一起。                                         |
| 李青凝 | 杜英     | 杜英 杜贤之姐；武侯之媳妇；武天良之妻；陷害林秀云；最后被处斩。                         |
| 方舟波 | 武侯     | 武振华 武天良之父；杜英之公公；乌金之主人；乾坤洞主之好友；最后被处斩。                 |
| 胡中虎 | 乌金     | 烏金 乌鸦精；武侯为其主人。                                                             |
| 许宝   | 方必成   | 必成 武侯府之总管；帮武天良与杜英办事；最后被杖毙。                                     |
| 金友明 | 林父     | 林父 林秀云之父；最后因误食了带有毒的饭菜而中毒身亡。                                   |
| 施晓菊 | 林母     | 林母 林秀云之母；最后因误食了带有毒的饭菜而中毒身亡。                                   |

### 單元四：人狐恋
42-48
| 演员 | 角色     | 备注 |
| 杨雪 | 白灵     | 白靈 千年雪狐，后来蜕变成人；乾坤洞主之前门徒；白雪之师姐；陈亮之恋人，妻子；成熟稳重；最后与陈亮在一起。                                                                             |
| 张亮 | 乾坤洞主 | 乾坤洞主 大鵬鳥、天蠶魔君之師兄；武振華之好友；綠姬，章小蕙，蕭風，追云之師父；白雪，白靈之前師父；心狠手辣；附身在陈亮身上，陈亮后来被白灵救出，乾坤洞主的肉身则被赵斌用五行珠打散。 |

### 單元五：木偶奇谭
49-57
| 演员   | 角色   | 备注 |
| 王小利 | 欧青山 | 青山 木偶师傅；左善，谢杰和必清之师父；孔玉麟之挚友；最后决定与谢杰游历天下，到处去发扬及表演木偶戏，并将自己毕生所学传授给谢杰。 |
| 李进荣 | 孔玉麟 | 玉麟&麒麟 元神为天将麒麟；孔瑞之子；罗御史之女婿；罗秋娟之恋人，未婚夫，后丈夫；欧青山之挚友；最后与罗秋娟在一起。                |
| 郑鹏飞 | 谢杰   | 谢杰 欧青山之师徒；左善之师弟；必清之师兄；最后与欧青山游历天下，到处去发扬及表演木偶戏，并得到欧青山真传。                       |
| 肖光旭 | 左善   | 左善 欧青山之师徒；谢杰，必清之师兄；錢員外之同伙；並拜兩頭蛇妖哭笑鏟為大仙；最后因杀害欧青山而被衙门带走。                       |
| 钟波   | 哭笑铲 | 哭笑铲 錢員外和左善的大仙；两头蛇妖；因麒麟對付的人是他。                                                                         |
| 刘玉婷 | 罗秋娟 | 秋娟 罗御史之女；孔玉麟之恋人，未婚妻，后妻子；最后与孔玉麟在一起。                                                               |
| 高森   | 罗御史 | 羅御史 罗秋娟之父；孔玉麟之岳父。                                                                                                 |
| 齐庆林 | 孔瑞   | 孔瑞 孔玉麟之父；罗秋娟之公公。                                                                                                   |
| 粟梅   | 孔妻   | 孔妻 孔玉麟之母；罗秋娟之婆婆。                                                                                                   |
| 袁珉   | 钱员外 | 錢良 左善之同伙；並拜兩頭蛇妖哭笑鏟為大仙；最后被衙门带走。                                                                       |

### 單元六：饿狼传说
58-66
| 演员   | 角色   | 备注                                                                                         |
| 涂黎曼 | 宋婉仪 | 婉仪 宋克之女；阿狼之恋人，后妻子；小翠之主人；最后与阿狼在一起。                            |
| 高仁   | 阿狼   | 阿狼&天恩 本名洪天恩；宋克之女婿；宋婉仪之恋人，后丈夫；曾被大鵬鳥利用；最后与宋婉仪在一起。 |
| 包文婧 | 小翠   | 小翠 宋婉仪之丫鬟，侍女。                                                                    |
| 安利民 | 宋克   | 宋克 宋婉仪之父；阿狼之岳父；最后接纳了阿狼，并且同意了阿狼与宋婉仪在一起。                  |
| 徐鸣   | 老葛   | 老葛 土匪；杀害了阿狼全家的凶手；与大鵬鳥合作；最后被大鹏鸟杀害。                            |

### 單元七：朱罗记
67-73
| 演员   | 角色        | 备注 |
| 姚奕辰 | 罗蜜藕      | 蜜藕 正宗米店少东家；映台之子；朱丽月之恋人，后丈夫；土豆之主人；最后与朱丽月在一起。                                         |
| 乔乔   | 朱丽月      | 丽月 老牌米店大小姐；朱三伯之女；罗蜜藕之恋人，后妻子；青青之主人；琴棋书画样样精通，美貌如花，轻柔似水；最后与罗蜜藕在一起。 |
| 唐远   | 唐远        | 唐遠 喜欢朱丽月，对朱丽月一见钟情；曾经到朱家提亲，但最后并没有娶朱丽月。                                                     |
| 朱维英 | 罗母/映台   | 映台 正宗米店老闆；罗蜜藕之母；最后与朱三伯再续前缘。                                                                         |
| 陈良平 | 朱父/朱三伯 | 三伯 老牌米店老闆；朱丽月之父；最后与映台再续前缘。                                                                           |
| 李宜儒 | 青青        | 青青 朱丽月之丫鬟，侍女。 |
| 闫洪定 | 土豆        | 土豆 罗蜜藕之小厮；喜欢青青。                                                                                                 |

### 單元八：胭脂情
74-91
| 演员   | 角色          | 备注 |
| 陈紫函 | 胭脂/玉衡仙子 | 胭脂&玉衡 胭脂：道济在出家之前的妻子；喜欢道济；于第一系列中因被佛祖收走感化，成为了仙子；最后在事情圆满了结后仍与道济有来往。 玉衡仙子：原为天上的仙子，后来被大鹏鸟囚禁，误以为自己是胭脂，后被大鹏鸟利用去扰乱道济的心；最后回到了天庭。 |
| 翟星月 | 李星月        | 星月 李梦龙之妹；曾被大鹏鸟利用来伤害道济，最后被道济救醒。 |
| 魏千翔 | 李梦龙        | 梦龙 李星月之兄；喜欢胭脂（实为玉衡仙子）；最后与玉衡仙子道别，让玉衡仙子回到天庭。 |
| 毛建平 | 李母          | 李母 李梦龙，李星月之母。 |

## 電視原聲
| 曲序 | 曲目                       |        | 作曲           | 演唱           |
| ---- | -------------------------- | ------ | -------------- | -------------- |
| 1.   | 《快乐颂》（片头曲）       | 周晉進 | 簡遠信、林勁松 | 陳浩民         |
| 2.   | 《城門》（片尾曲）         |        |                | 韓元元、陳浩民 |
| 3.   | 《忘了算了》（插曲）       |        | 徐嘉良         | 范怡文         |
| 4.   | 《超越世界》（插曲）       | 何啟弘 | 許華強         | 陳浩民         |
| 5.   | 《第一次》（插曲）         | 譚志華 | 譚志華         | 陳浩民         |
| 6.   | 《在牽手的一瞬間》（插曲） |        |                | 韓元元、陳浩民 |
| 7.   | 《消災吉祥神咒》（插曲）   |        |                | Ken-Ming Yang  |

## 收視率
(由csm数据参考而来，收视率包括全天收视指数和市场(收视)份额参数)
| 平台     | 平均收视率 | 平均市場份額 | 全年排名 |
| 江苏卫视 | 1.393      |              | 20       |

## 外部連結
- 新浪网电视剧《活佛济公3》专题 （页面存档备份，存于）
- 台視《活佛濟公 第三部》官網 （页面存档备份，存于）
- 緯來育樂台《濟公新傳》官網 （页面存档备份，存于）

## 作品的變遷
| 台視主頻、台視HD台 每週一~週四 21:00 - 22:00 | 台視主頻、台視HD台 每週一~週四 21:00 - 22:00 | 台視主頻、台視HD台 每週一~週四 21:00 - 22:00 |
| -------------------------------------------- | -------------------------------------------- | -------------------------------------------- |
|                                              | 活佛濟公 第三部 （2013.11.19 - 2014.03.20)   |                                              |
| 幸福蒲公英 (2013.10.15 - 2013.11.18)         | 追鱼传奇 (2014.03.24 - 2014.04.24)           |                                              |

| 新加坡 新传媒8频道 星期一至五 19:00 - 20:00 | 新加坡 新传媒8频道 星期一至五 19:00 - 20:00 | 新加坡 新传媒8频道 星期一至五 19:00 - 20:00 |
| ------------------------------------------- | ------------------------------------------- | ------------------------------------------- |
|                                             | 活佛济公3 （2013.11.28 - 2014.03.13）       |                                             |
| Only You 只有您 （2013.10.17 - 2013.11.27） | 缺宅男女 （2014.03.14 - 2014.04.24）        |                                             |